# Dirka po Združenih arabskih emiratih
Dirka po Združenih arabskih emiratih (arabsko جولة الإمارات) je vsakoletna etapna kolesarska dirka v Združenih arabskih emiratih. Prvič je potekala leta 2019 in je del elitne serije UCI World Tour kot ena prvih dirk sezone. Nastala je z združitvijo dirk po Abu Dabiju in po Dubaju. Prvi zmagovalec dirke je postal Primož Roglič, v letih 2021, 2022 in 2025 je zmagal Tadej Pogačar.

## Zmagovalci
| Leto | Skupno ·            | Točke ·          | Šprinti ·         | Mladi ·             |
| ---- | ------------------- | ---------------- | ----------------- | ------------------- |
| 2019 | Primož Roglič       | Elia Viviani     | brez              | David Gaudu         |
| 2020 | Adam Yates          | Caleb Ewan       | Veljko Stojnić    | Tadej Pogačar       |
| 2021 | Tadej Pogačar       | David Dekker     | Tony Gallopin     | Tadej Pogačar       |
| 2022 | Tadej Pogačar       | Jasper Philipsen | Dimitrij Strahov  | Tadej Pogačar       |
| 2023 | Remco Evenepoel     | Tim Merlier      | Edward Planckaert | Remco Evenepoel     |
| 2024 | Lennert Van Eetvelt | Tim Merlier      | Mark Stewart      | Lennert Van Eetvelt |
| 2025 | Tadej Pogačar       | Jonathan Milan   | Đorđe Đurić       | Iván Romeo          |